# Ibu (Vulkan)
Der Ibu (indonesisch Gunung Ibu) ist ein 1325 m hoher Schichtvulkan auf der Insel Halmahera in der Inselgruppe der Molukken. Der äußere Krater hat einen Durchmesser von 1,2 km.